# 2022年の教育
2022年の教育（2022ねんのきょういく）では、2022年（令和4年）の教育分野に関する出来事についてまとめる。
2021年の教育-2022年の教育-2023年の教育

## できごと

### 1月
- 15日-16日 - 大学入学共通テスト第1日程[1]。
- 15日 - 東京大学前刺傷事件が発生。
- 26日-26日 - 日本大学の前理事長や元理事が2021年に脱税や背任で逮捕されたことに伴い、私立学校の補助金の配分を管轄する私学事業団は日本大学の2022年度交付予定分の全額不交付を決定[2]。
- 29日-30日 -　大学入学共通テスト追・再試験日

### 3月
- 悠仁親王が、お茶の水女子大学附属中学校で義務教育の課程（中学校）を修了。
- 15日 - 滋賀医科大学の医学部生による集団性的暴行事件が発生[3][4]。

### 4月
- 高等学校新学習指導要領施行 [5]。
- 悠仁親王が、筑波大学附属高等学校に進学。

### 5月
- 21日 - 同志社大学のアメフト部員による集団性的暴行事件が発生（同志社アメフト部性的暴行事件）。

### 8月
- 日付不明 - 北海道北見北斗高校ラグビー部員による女子マネージャーの下着泥棒事件が発生[6]。

### 9月
- 5日 - 牧之原幼稚園バス3歳女児死亡事件発生。
- 24日 - 姫路女学院高等学校ソフトボール部で顧問（40歳の商業科男性教諭）が部員を暴行する事件が発生（詳細）[7]。

### 11月
- 帝京大学で教員による学生へのハラスメントが行われているという告発がSNS上に投稿された。ゼミ選考の際、ゼミに応募してきた男子学生に女子は優先して採用するといった趣旨のメールを送信し、面談の際にも同じような発言を繰り返したとされる[8][9]。同月24日に内部調査委員会が組織され、教員による学生に対するアカデミックハラスメントならびに差別的行為を助長する不適切な発言があったことを認め、同年12月28日、加害教員を懲戒処分とすることを発表した[10][11]。

### 12月
- 22日 - 大阪府堺市内の中学校で9月、11月、12月に行われた特別支援学級の生徒に対する暴行など3件の事案を、同市教育委員会が教諭による体罰と認定した[12]。